# 南宁机务段
南宁机务段是南宁铁路局下辖的一个机务段，简称“宁局邕段”。

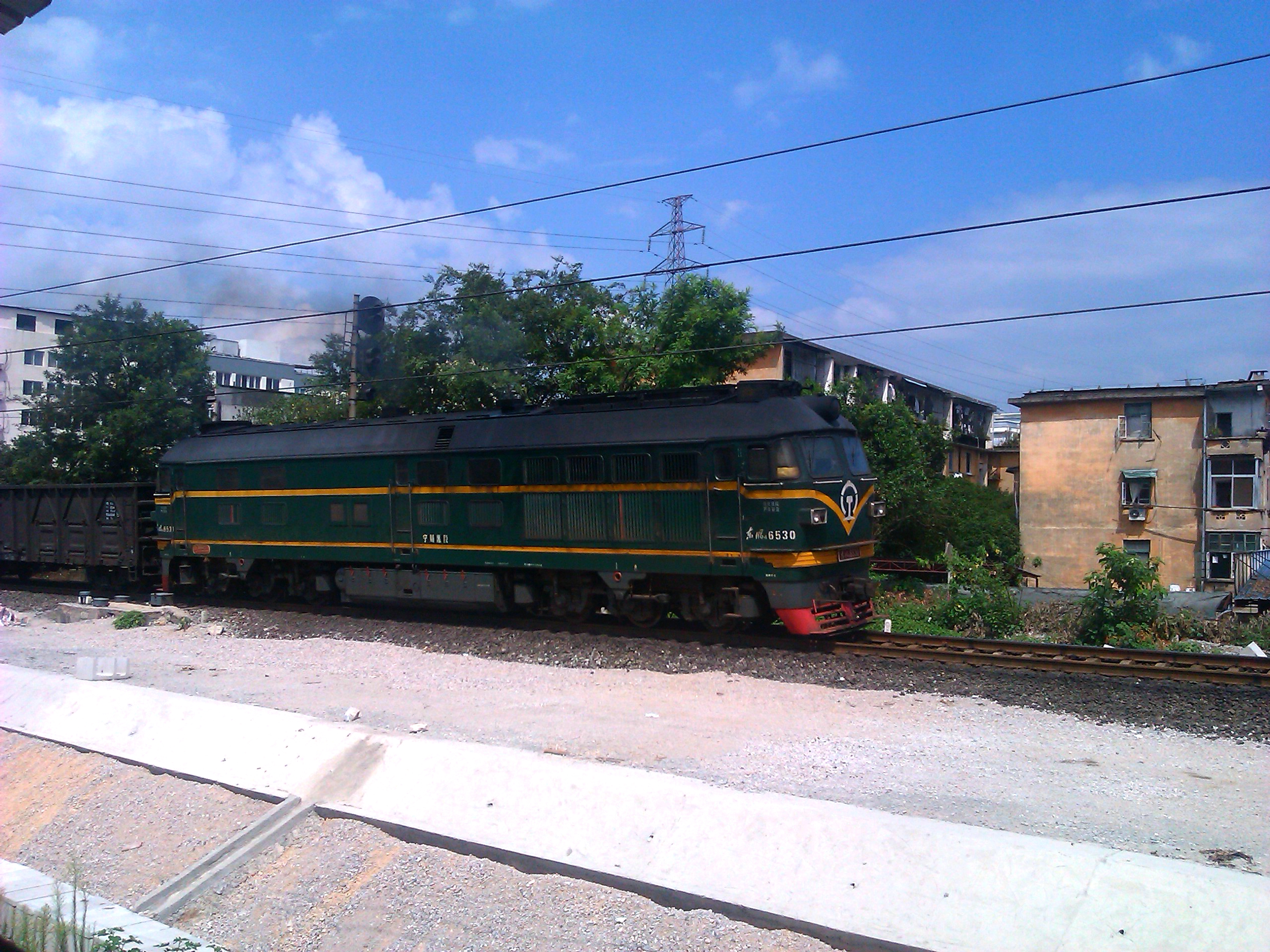
配属于南宁机务段的东风4B型6530号柴油机车牵引原油列车驶出桂林站，前往茂名站

## 机车配属
- 1951年1月17日成立南宁机务段。刚开始时该段接入第一批ㄙㄌ5型蒸汽机车12台。1962年配属JF11型12台、 KD6型5台、PL9型2台、KD51型2台，共计21台。
- 1986年，南宁机务段所有正线牵引货物列车的机车更换为国产前进和建设型机车。1990年配属机车42台，其中QJ(前进)型17台、JS(建设)型25台。1992年，为适应客运工作需要，铁道部调配南宁机务段东风4型柴油机车2台，准备用于南宁——凭祥间客车牵引。
- 1997年9月在南昆铁路使用韶山3、韶山7、韶山7B、韶山7C等电气化机车。[1]
- 2012年至今，南宁机务段从柳州机务段接收了东风4B型（主要是货运型机车，也有部分客运型机车，但配属于南宁段的东风4B型客运型机车只负责湘桂铁路南宁到凭祥段客运列车交路）、东风4C型、东风4D型（包括4000系货运型和7000系货运型）柴油机车[注 1]；又于2013年11月从柳州机务段接收了和谐1C型电力机车[注 2]。

## 运用车间
目前南宁机务段下辖两个运用车间，即南宁南运用车间和玉林运用车间（其中玉林运用车间的前身为玉林机务段）。

## 机车保存

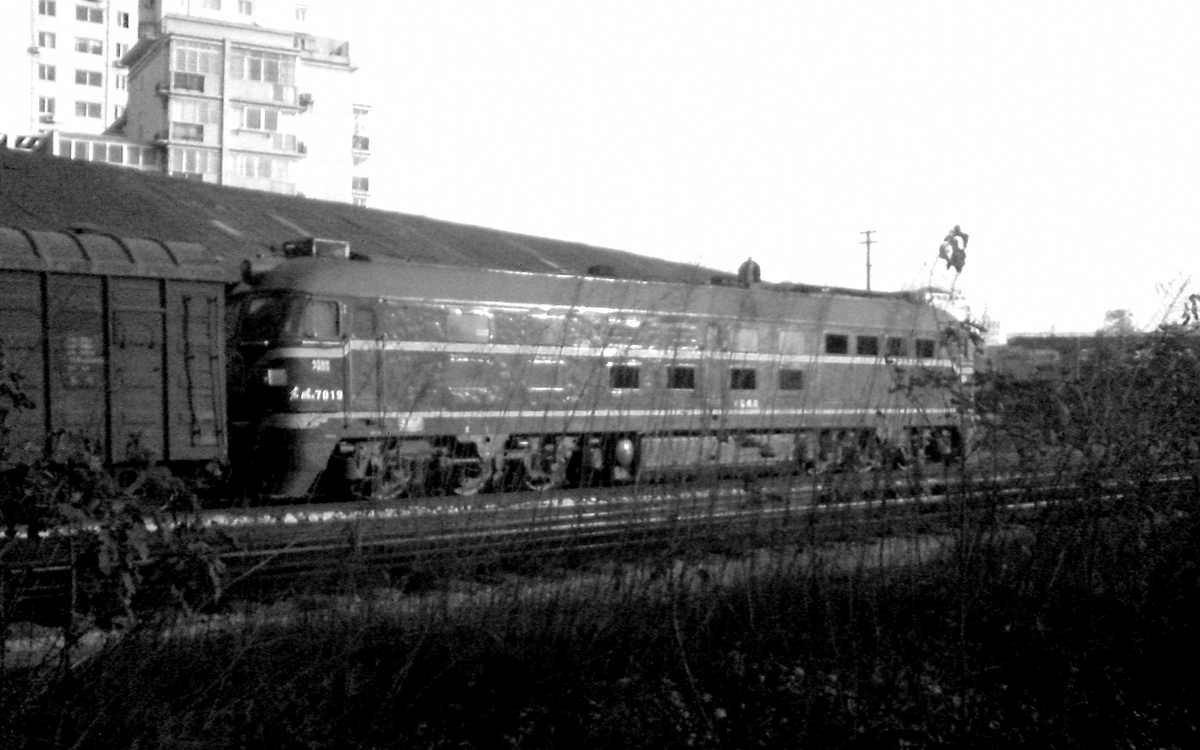
第7019号东风4B型柴油机车牵引货列进入桂林北站。目前该机车保存于西南交通大学。

- DF4B-7019:保存于西南交通大学[3][4]